# Хришћанска музика
Хришћанска музика је музика која је створена да би се изразила лично или заједничко веровање у хришћански начин живота и веру. Најчешће теме хришћансе музике укључују молитву, обожавање, покајање или жаљење. 
Попут других врста музика стварање, извођење и значај зависе од различитости култура и социјалног контекста. 

## Развој хришћанске музике
Рани развој хришћанске музике био је под снажним утицајем оријенталне музике, првенствено јеврејске псалмодије. Одликује се богатим мелизмима и интервалима мањим од полустепена. Већ у раном средњем веку, у оквиру Римске цркве развија се форма литургијске вокалне музике коју је папа Гргур Велики сакупио у збирку канонизованих хоралних мелодија. 
Према облику, разликују се акцентус и концентус, а касније се развијају химне, тропи и секвенце. Дуго, украшено извођење завршног вокала „а“ у Алелуја, назива се јубилација. Грегоријански хорали користе хексатонске лествице са дванаест модуса.
Узимањем једног хорала као основне мелодије, и додавањем другог гласа у паралелној кварти, настао је органум, први полифони облик европске музике. Основна мелодија се у том случају назива „кантус фирмус“.
Око хиљадите године, оргуље се почињу уводити у цркве западне Европе. 
Музика Источног хришћанства остаје искључиво вокална, са препознатљивим облицима као што су тропар и кондак, са најразвијенијом традицијом у Византији, одакле се музика Источног хришћанства шири по националним аутокефалним православним црквама. У православну музику се уводи вишегласје у шеснаестом веку, на подручју Русије.
У традицији Западног хришћанства долази до наглог развоја полифоне (вишегласне) музике у дванаестом веку (Ars antiqua), а каснијим развојем настаје Ars nova.
Протестантска реформација уводи нови облик хришћанске музике, познат данас као протестантски хорал. Ова музика има корен у старим, немачким, народним духовним песмама, а изводи се једногласно, уз пратњу оргуља, или хармонизовано у четири гласа.
Врхунац развоја протестантског хорала огледа се у делима Јохана Себастијана Баха (1685 -1750).

## Света музика
Појам света музика (musica sacra) потиче из друге половине 19. и са почетка 20. века. То је, заправо, био историјски тренутак када се рађала жеља да се црквена музика реформише, тј. обнови и да јој се придодају обележја која је разликују од профане. То је преузео и Други ватикански сабор када говори о литургији и светој музици. Распознајни знак или битно обележје те музике, тј. придев света, у документима Другог ватиканскога савета није везан за стил музичког писања, него за однос између певања и литургијског чина. Кад Други ватикански савет говори о светој музици, дефиниција коју даје у Конституцији о светој литургији (Sacrosanctum Concilium) врло је различита од оне која је дотада била позната: „Стога се светом зове она музика која је створена за обављање богослужја и коју краси светост и правилност облика.” Наиме у Конституцији свете литургије говори се о светој музици, која је „то светија што се тешње повеже с литургијским чином”. Само таква музика се с правом може назвати литургијска музика.
Инструкција Musicam Sacram истиче да света музика подразумева специфичну „нарав” и „циљ”, схваћене већ од почетка, од аутора, са жељом да се што више прилагоди светости литургије, којој треба постати „потребан и саставни део”. Бити „обдарена светошћу и правилношћу облика” значи да треба имати посебну предиспозицију њеног конкретног уврштавања у обред, за разлику од друге музике, различите нарави и сврхе. Према томе света музика нужно има литургијску димензију. Наиме литургијска музика је она света музика која се може конкретно уврштавати у богопоштовање. Она осим неопходне светости поседује одређена обележја литургијске својствености и функционалности, као што су:
- неопходан службени литургијски текст (узет из Светог писма, из литургијских књига, из патристичке литературе) или текст који су одобриле одговорне црквене власти;
- специфична припадност, тј. прецизна подударност између онога што се изводи и обреда који се слави и литургијског времена у којем се слави;
- сугласје и склад с рубрикалним прописима – у литургијском, пасторалном и теолошком смислу;
- прихватљиве димензије композиција, њихова стварна изводљивост, способност да буду схваћене и да буду заиста делотворне на духовном подручју, како се не би претвориле у концерт (у музички моменат сам за себе, у којем народ не може учествовати, или још горе, не може разумети).

Светом музиком Католичка црква сматра ове садржаје:
- Хорско певање. Све до Другог ватиканскога савета хорско је певање било „службено” певање католичке литургије, али и после савета оно и даље остаје првом црквеном музиком и узором свим осталим облицима црквене музике. Стога и данас папа Бенедикт  у апостолском позиву Sacramentum Caritatis, бр. 42, поновно истиче: „На крају, водећи рачуна такође и о различитим усмерењима и различитим традицијама достојним сваке похвале, желим, како су то тражили синодски оци, да се прикладно вреднује грегоријански хорал, као певање властито римској литургији.”
- Народна црквена попевка. По својим обележјима, црквена народна попевка је најомиљенији облик певања верника у цркви, а тиме пасторално, тј. евангелизацијски најуспешнији. Тога је било свесно црквено учитељство и на Другоме ватиканском савету те стога истиче важност црквене народне попевке у литургији. За народне црквене попевке вреде сва правила која се односе на литургијску музику.
- Полифонија. Документ Sacrosanctum concilium, у тачки 116, одмах после грегоријанског певања спомиње и полифону – вишегласну музику, као другу врсту своје богате музичке баштине. Дела полифоне музике имају места у литургији, али само ако испуњају услове литургијске прикладности. Полифона врста свете музике пристаје више литургијским чиновима који се обављају с већом свечаношћу. Црква подстиче на чување и изношење наслеђеног блага полифоне црквене музике, те на стварање нових полифоних дела која ће одговарати свим критеријима литургијске музике и тако бити употребљена на славу Божју и посвећење верника.
- Инструментална музика. Хришћански култ не тражи нужно инструменте, за разлику од певања. Музички инструменти су допуштени само ако помажу певању и изражавају значења светих обреда. Стога у одређеним тренуцима литургије могу свирати и сами музички инструменти, без певања. Или, како наводи Други ватикански сабор, да се свирање на музичким инструментима у литургији допушта уколико они могу „црквеним обредима додати диван сјај, те срце веома уздићи ка Богу и ка небеским стварима”. Инструментална музика у литургији није и не би смела бити одвојена од литургијскога догађања. Напротив, као и сви облици свете музике, тако и инструментална музика мора бити „служитељицом” литургије и мора поштовати захтеве светога чина. Дакле инструментална се музика, као и певање, мора по свом облику и начину прилагодити „литургијском тренутку”.

## Духовна музика
Музичка литература изазвана осећајима који су, макар и уопштено, верски, може бити названа духовном музиком. Међутим духовна музика није оспособљена за литургију. Она, истина, може наћи место у цркви, али „изван литургијских славља” – дакле само на духовним концертима, у музичким медитацијама или у сличним догађањима. Према томе у духовну музику улазе све композиције – такође и изворна ремекдела историје музике – која, ипак, нису замишљена за литургијску службу, попут светих сказања, похвала, духовних мадригала и кантата, ораторијума итд, а такође и све песме и религиозни напеви савремених кантаутора. Заправо, све су то композиције које, премда одговарају побожним или духовним намерама и циљевима, нису интегрални моменти литургијскога чина, а нису ни биле изворно замишљене као такве.
Може се дакле рећи да духовна музика није ни света, ни литургијска; односно, света музика је духовна, али не и аутоматски литургијска – тј. она то може постати захваљујући накнадним функционалним својствима. Једино литургијска музика поседује како предуслове, тако и прикладна обележја за духовну и сакраменталну сврховитост, па се зато с правом назива светом. „Света ће музика бити то светија што се тешње повеже с литургијским чином, било да угодније изрази молитву, било да промовише једнодушност, било да свете обреде обогати већом свечаношћу.” Папа Бенедикт XVI у документу Sacramentum Caritatis, бр. 42, у вези с тиме пише: „Уистину, у литургији се не може рећи да једна песма вреди колико и друга. Зато треба избегавати површну импровизацију или увођење музичких родова који не поштују смисао литургије. Будући да је песма литургијски елемент, она се треба интегрисати у облик властит слављу. Зато све – текст, мелодија и извођење – треба одговарати смислу мистерије која се слави, деловима обреда и литургијским раздобљима.”